# Mandray
Mandray – miejscowość i gmina we Francji, w regionie Grand Est, w departamencie Wogezy.
Według danych na rok 1990 gminę zamieszkiwało 596 osób, a gęstość zaludnienia wynosiła 48 osób/km² (wśród 2335 gmin Lotaryngii Mandray plasuje się na 538. miejscu pod względem liczby ludności, natomiast pod względem powierzchni na miejscu 455.).